# Elizabeth B. Snyder

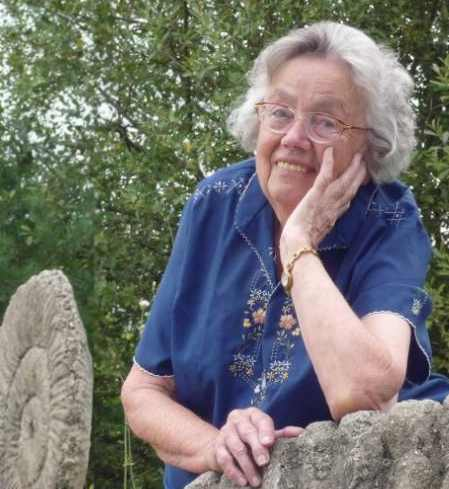
Elizabeth B. Snyder (2009)

Elizabeth B. Snyder (* 30. August 1923 in Breslau; † 18. August 2022) war eine deutsche bildende Künstlerin und Sängerin.

## Leben
Die frühe Kindheit verbrachte Snyder in Breslau. Nach der Vertreibung ihrer Familie aus Schlesien zogen sie nach Mistelbach.
Sie war zunächst als Journalistin tätig, engagierte sich dann 28 Jahre lang als Sonderchorsängerin der Richard-Wagner-Festspiele in Bayreuth. Ihre audiovisuellen und künstlerischen Arbeiten blieben zunächst auf das lokale Umfeld begrenzt. Erst seit 2003 wendet sie sich mit ihren Werken an eine breitere Öffentlichkeit.
Sie befasste sich mit Technik-Ästhetizismus und Fragestellungen, die über die von René Descartes eingeführte Trennung von Natur- und Geisteswissenschaften hinausweisen. Von 2012 bis 2019 war sie Mitarbeiterin der E-Zeitschrift Astacus astacus, zeitweise auch Schriftleiterin.

## Kunstbegriff

### Arbeitsmethodik

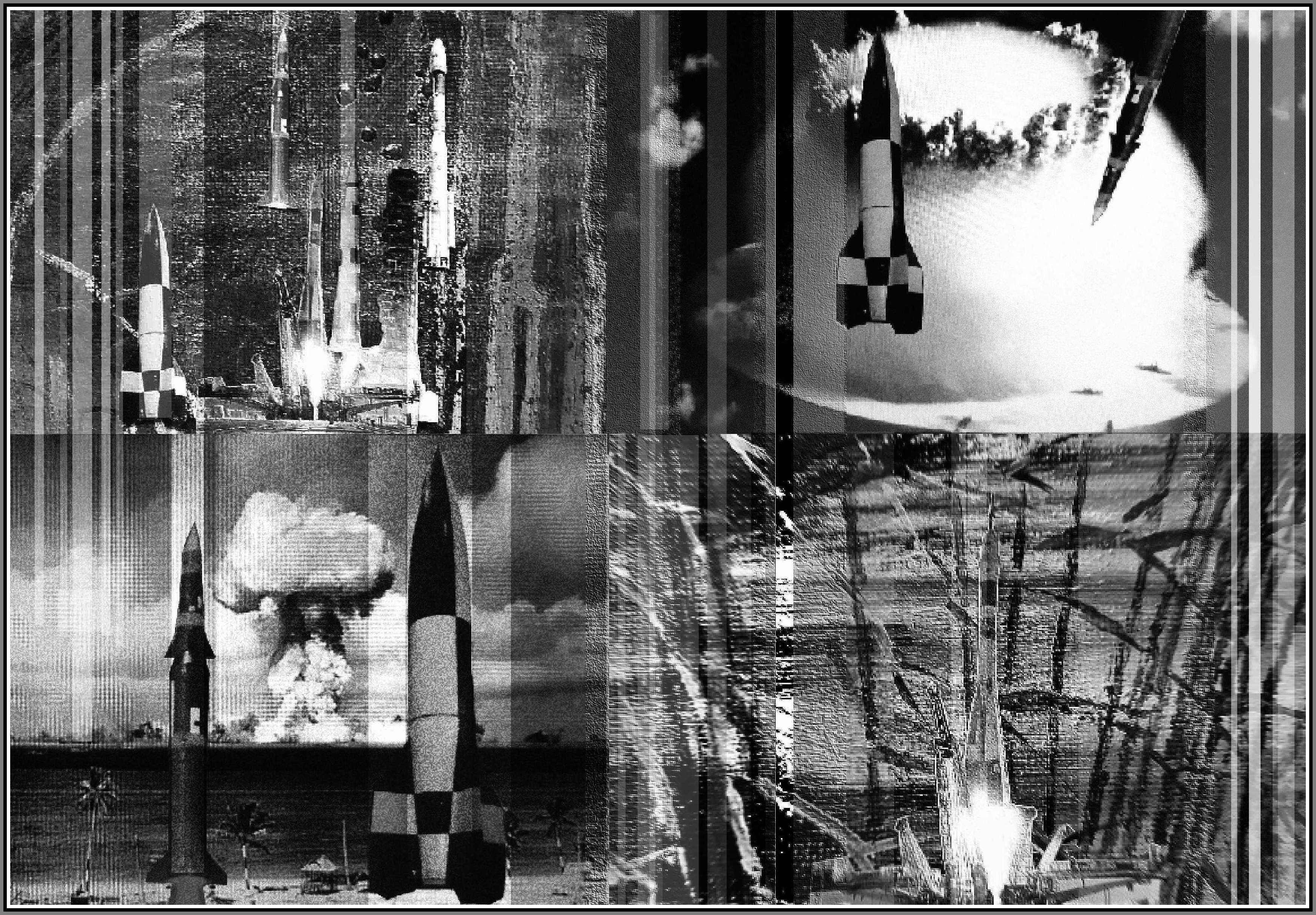
„MEGATOD“ – Eine Collage von Snyder

Die Hauptthemen ihrer an die Techniken des deutschen Dadaisten Max Ernst angelehnten Arbeiten sind Technik und dadurch gefährdete Menschen. Aufgrund ihrer Beschäftigung mit ostafrikanischen Kulturen ging sie ab 2011 zu Collage-Arbeiten über.

### Philosophie

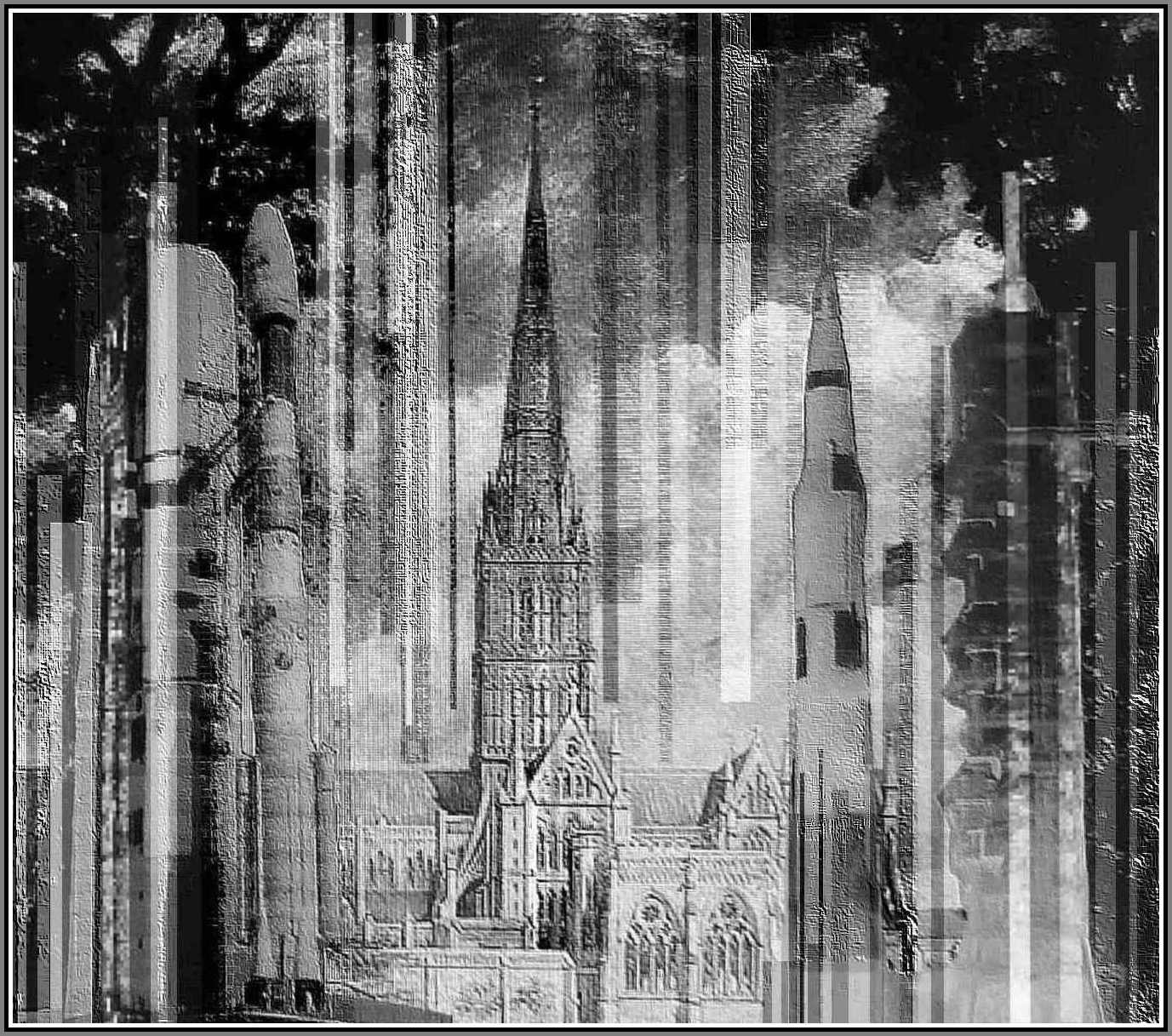
„ROCKETCHURCH“ – Es ist dieselbe Kultur; früher gebar sie gotische Kathedralen, heute gewaltige Raketen.

Sie befürwortet ein bescheidenes In-der-Welt-Sein, da sie von der geistigen und moralischen Unreife des Homo sapiens überzeugt ist. „Das Bindeglied zwischen den Menschenaffen und den Menschen, das sind wir, der Homo sapiens. Der Weg zum Menschen ist noch weit.“ Sie war engagierte Katholikin. Sie plädierte für intensive Arbeit an einer gegenseitigen Bezogenheit von Natur- und Geisteswissenschaften.

## Werke (exemplarische Auswahl)
- Odyssee, 1998, Collage, 40 × 55,

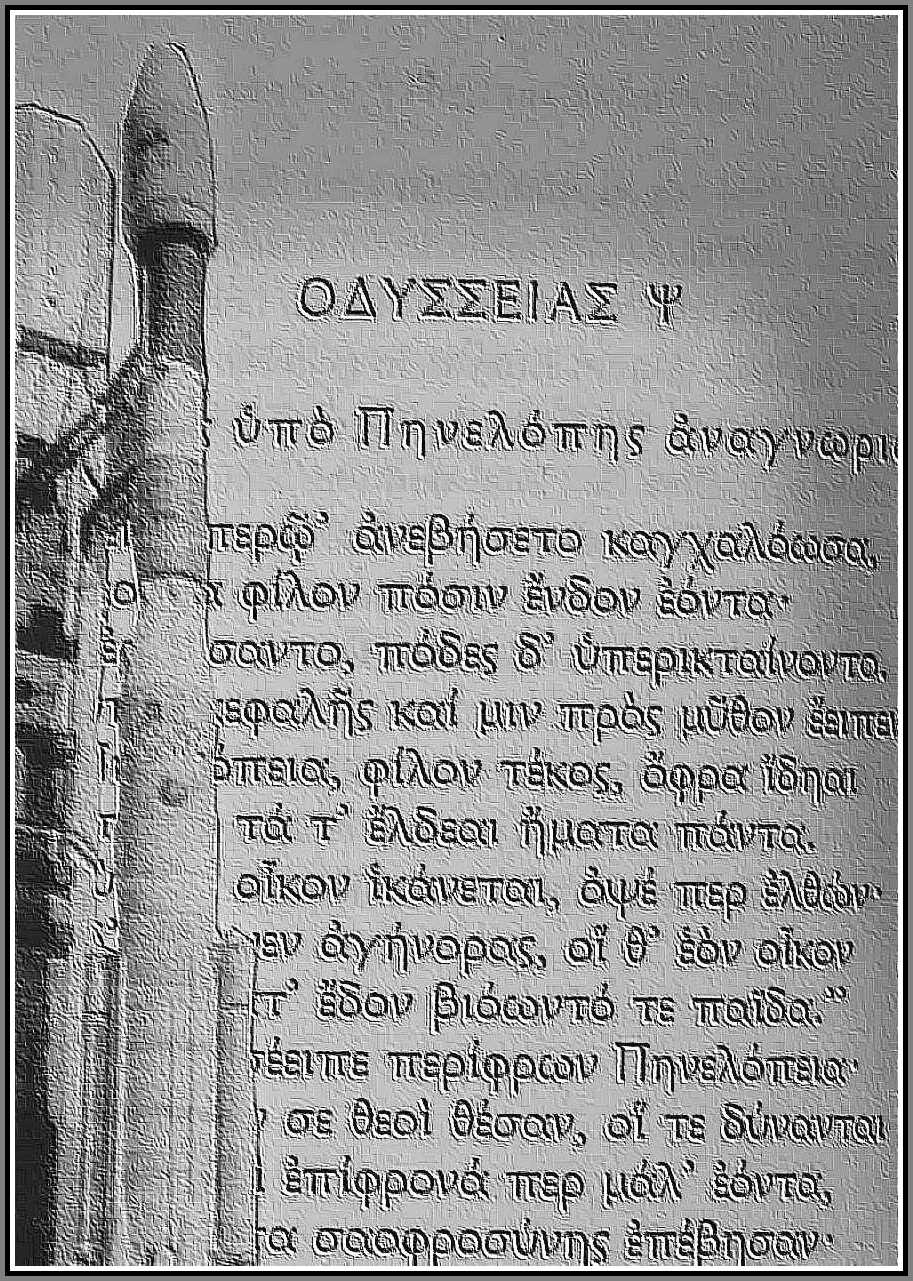
„ODYSSEE“ – Eine europäische Ariane-Rakete und der Text von Homer aus dem 8. Jahrhundert vor Christus über die Heimkehr des Odysseus zu Penelope. War es das griechische Denken mit seiner Suche nach den Gründen und seinem Streben nach beweisbarer Mathematik, das zur Luft- und Raumfahrttechnik führte? Ist die antike Idee vom „Agon“, vom Wettkampf und Wettstreit, der Auslöser unseres Strebens nach immer mehr, immer weiter, immer höher?

- Rocketchurch, 1998, Collage, 65 × 55,
- Sibyllen, 2003, Collage, 55 × 45,
- Megatod, 2009, Collage, 80 × 55,
- Täwahdo, 2011, Collage, 65 × 45.

## Mitwirkung bei TV-Sendungen
- ARD-alpha, 2003: Weltmacht USA – Historische und aktuelle Perspektiven, 87'47" min, dreiteilig.
- ARD-alpha, 2004: Wohin steuert Indonesien? – Ängste, Spannungen und Hoffnungen eines Vielvölkerstaates, 88'50" min, dreiteilig.
- BR, 2004: Mit der Kirche im Dorf – Bilder vom katholischen Leben in Bayern, 43'30" min.
- K-TV, 2006: Planet des Lebens – Bali/Java, 3'44" min.
- ARD-alpha, 2006: Das Zweite Vatikanische Konzil: Ereignis – Rezeption – Zukunft, 59'13" min, zweiteilig.
- Sibyllen im Herkules, 26'30", 2011.